# ماريتا هولي
ماريتا هولي (بالإنجليزية: Marietta Holley)‏ (1836 في الولايات المتحدة - 1926)؛ كاتِبة وروائية أمريكية.

## روابط خارجية
- ماريتا هولي على موقع الموسوعة البريطانية (الإنجليزية)